# Габриэль д’Эстре с сестрой
«Габриэ́ль д’Эстре́ с сестро́й» (фр. Portrait présumé de Gabrielle d'Estrées et de sa soeur la duchesse de Villars) — картина неизвестного художника школы Фонтенбло.

## Описание
Картина обрамлена красными шёлковыми занавесями, наподобие театрального занавеса.
На первом плане изображены две женщины в ванне, покрытой серо-голубой простынёй. Женщины похожи друг на друга: высокий лоб, маленький рот, миндалевидные глаза, плотная шея, округлые плечи, маленькая грудь, слабо отмеченная талия, длинные кисти с тонкими пальцами. К физическому сходству женщин добавляется сходство их высоких причёсок, тонко выщипанных бровей, жемчужные серьги. Даже жест брюнетки, которым она щиплет за грудь блондинку, похож на жест блондинки, которым она держит золотое кольцо с сапфиром, прямо показывая его зрителю.
На заднем плане виден зажжённый камин, накрытый зелёной скатертью стол, склонившаяся над шитьём женщина. На стене висит небольшое квадратное зеркало. Над камином видна часть картины с обнажённым мужским персонажем, укрытым шкурой животного.

### Симметрия
Композиция картины обладает симметрией относительно вертикальной оси, проходящей через висящее на дальней стене зеркало. Если мысленно сложить картину пополам, то можно будет убедиться, что женские фигуры практически полностью совпадают. Отличаются лишь размеры голов и положения рук. Асимметричное освещение (свет падает слева, и правое лицо оказывается полностью освещённым, тогда как левое наполовину остаётся в тени) придаёт изображению зрительную динамику.
Возможно, художник перенёс силуэты на деревянную основу при помощи техники, обычно используемой для фресок, когда оригинальное изображение разрабатывается на Картон (живопись)картоне, а затем переносится на стену или иную основу через кальку с отверстиями приёмом «припороха».

## Интерпретации
Стиль картины позволяет однозначно приписать её школе Фонтенбло. Ни художник, ни название картины, ни её сюжет в точности не известны.
Нахождение нескольких женщин в ванной не носило особенного скандального характера. В XVI веке во Франции было нормальным принимать вдвоём или втроём ванну с молоком, маслом или даже вином.

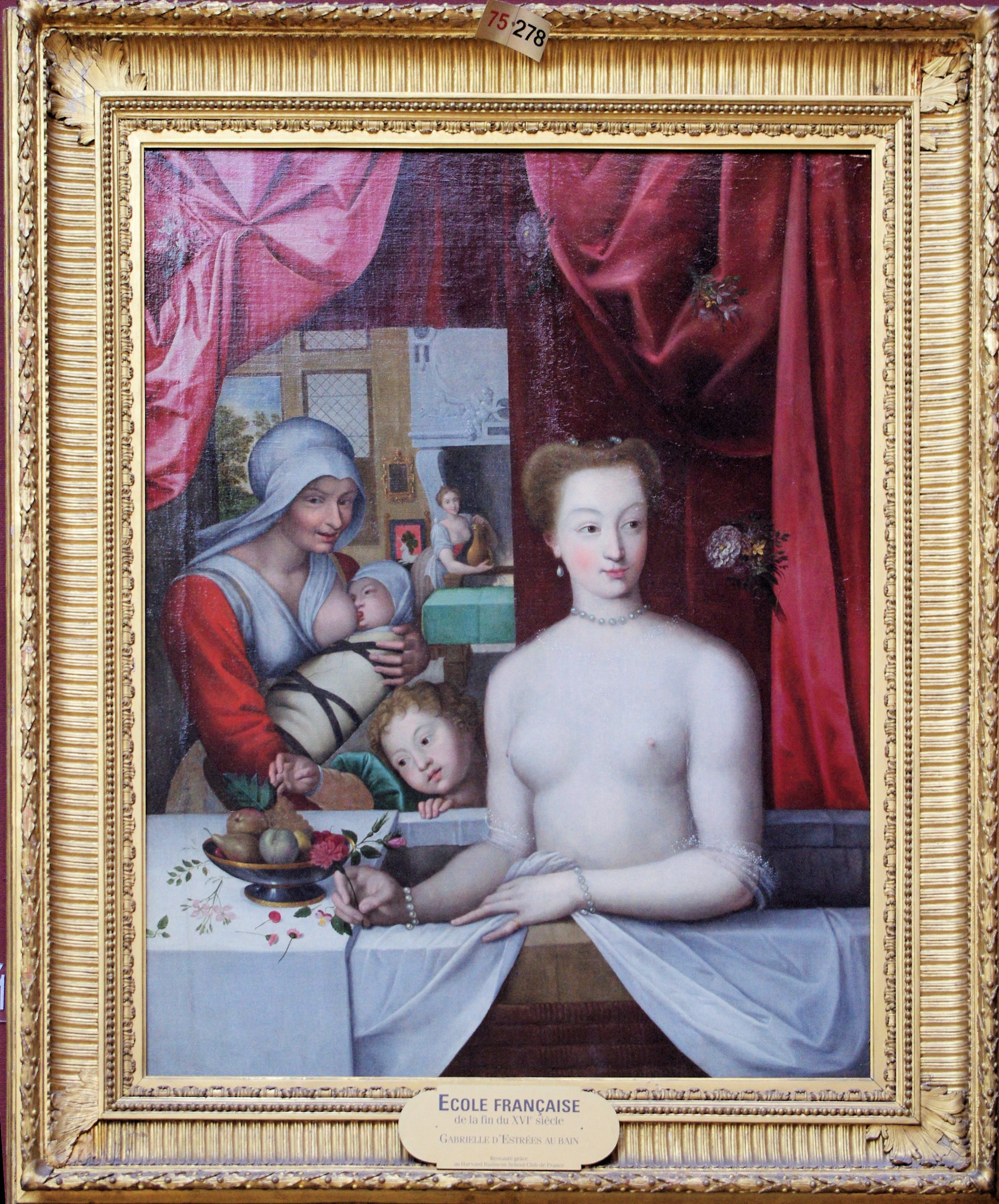
Портрет Габриэль д’Эстре в ванной, Музей Конде

Женщина справа похожа на портреты Габриэль д’Эстре, что позволяет выдвинуть гипотезу о том, что на картине изображена именно она. Сходство двух женщин развивает эту гипотезу, предполагая, что слева изображена сестра Габриэль, герцогиня де Виллар.
Габриэль д’Эстре — фаворитка короля, он влюблён в неё с 17 лет. Жена короля, Маргарита де Валуа, «королева Марго», бесплодна, и Генрих IV обеспокоен отсутствием у него наследника. К моменту восхождения Генриха на трон у Габриэль от него 3 ребёнка. Получив французскую корону, Генрих признал детей своими. В 1599 году Генрих IV объявляет о своём возможном браке с Габриэль, но параллельно идут переговоры с Италией о необходимости брака с Марией Медичи. 10 апреля 1599 года беременная четвёртым ребёнком Габриэль д’Эстре умирает, съев отравленный апельсин.
Сравнение картины с портретом Габриель д’Эстре в ванной, хранящимся в Музее Конде, позволяет развить гипотезу. На картине музея Конде Габриэль изображена с двумя детьми: один стоит непосредственно за ванной, другого держит кормилица. Эта картина явно воспевает материнство Габриэль д’Эстре. Так картина из Лувра, возможно, намекает на беременность Габриэль, которая кольцом с сапфиром — камнем надежды — напоминает о данном ей королём обещании брака. В таком случае, возможно, картина была написана в конце 1593 года, незадолго до рождения Сезара де Вандом, старшего сына Габриэль.
Жест сестры Габриэль не имеет предшественников в мировом искусстве. Наиболее близкая ему аналогия — вскармливание Юпитера богиней Юноной.
Сам Генрих IV часто сравнивал себя с Гераклом: его борьба за трон и Париж сравнивались с 12 подвигами античного героя, сохранилось множество картин и скульптур, в которых король представлен в образе Геракла. Возможно, наполовину показанная картина на задней стене изображает именно Геракла — шкура льва является одним из постоянных его атрибутов.

## История нахождения картины
В середине XIX века картина висела в Парижской префектуре полиции, о происхождении там этой картины ничего не известно. Поскольку картина привлекала чрезмерное внимание посетителей, её скрыли за ширмой. Из-за ширмы не удалось заметить, когда именно картина была похищена из префектуры.
В 1891 году картина появляется на аукционе в Осере, где её покупает частный коллекционер. В 1937 году картина была приобретена у него Лувром, где она и находится в настоящее время, в 824-м зале на 2-м этаже галереи Ришельё в Лувре. Код: R.F. 1937-1.

## В культуре
Существует множество отсылок на картину в искусстве. Её открыто цитировали художники (Люсьен Фрейд, Поль Дельво), переиначивали иллюстраторы, использовали в рекламе (искусство, сексуальность, бижутерия), она обыгрывалась в кино и в фотографиях.
Аллюзией на картину является фотография Эйко Хосоэ «Бесплодные груди. Арль» (Barren Breasts, Arles) 1983 года.